# Campanula lasiocarpa
Campanula lasiocarpa är en klockväxtart som beskrevs av Adelbert von Chamisso. Campanula lasiocarpa ingår i släktet blåklockor, och familjen klockväxter. Inga underarter finns listade i Catalogue of Life.

## Bildgalleri

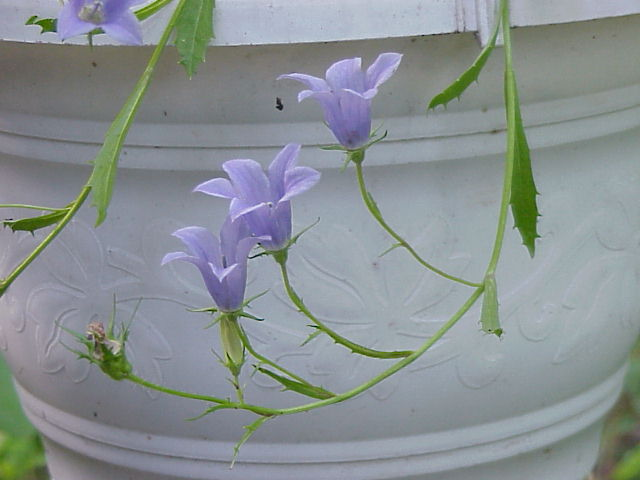
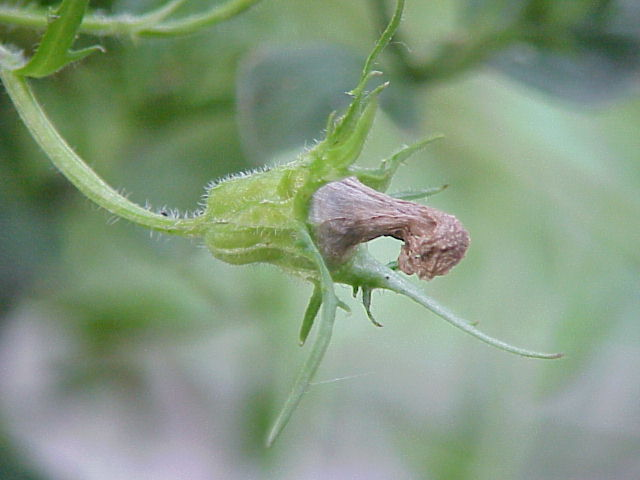
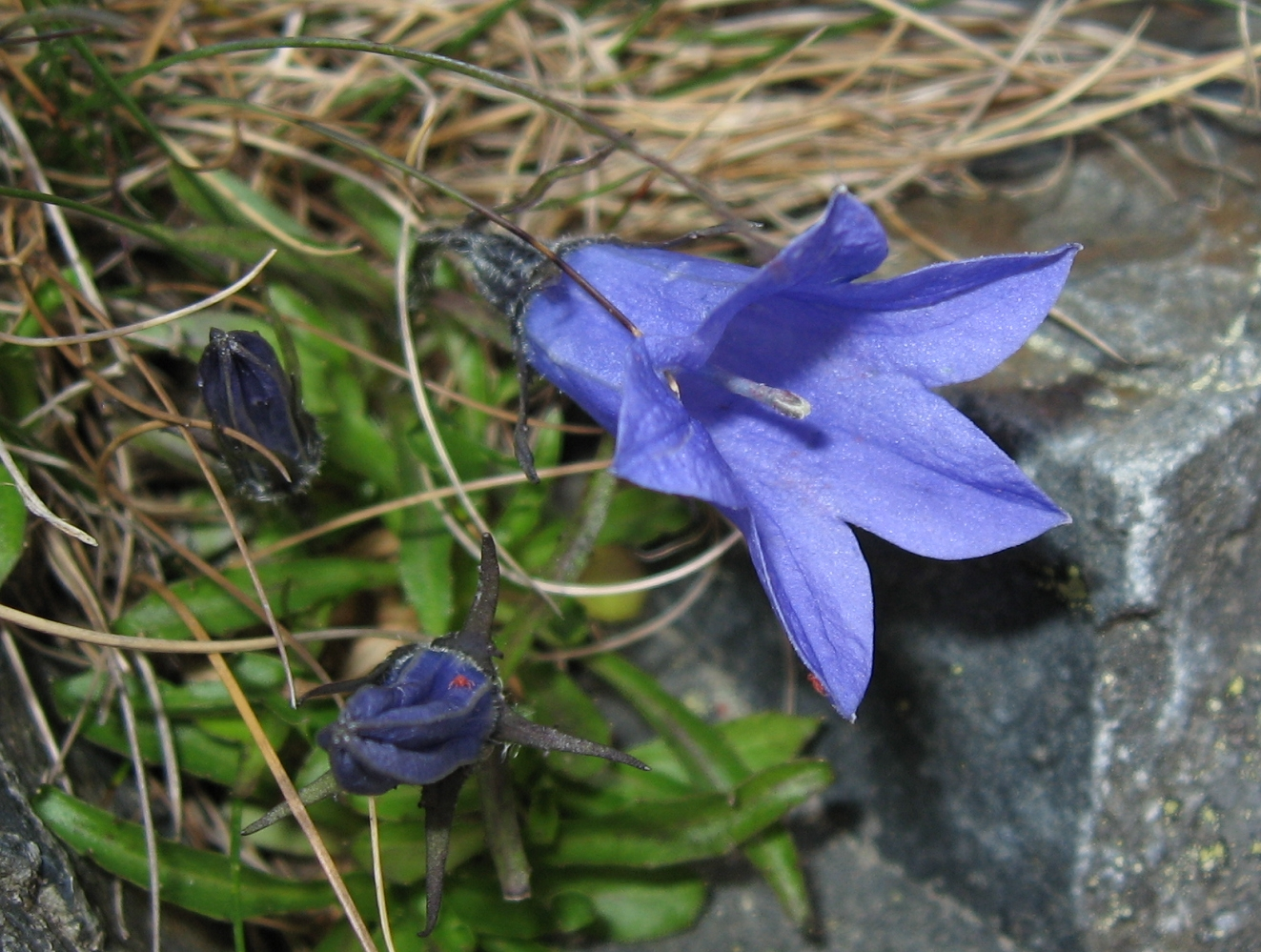
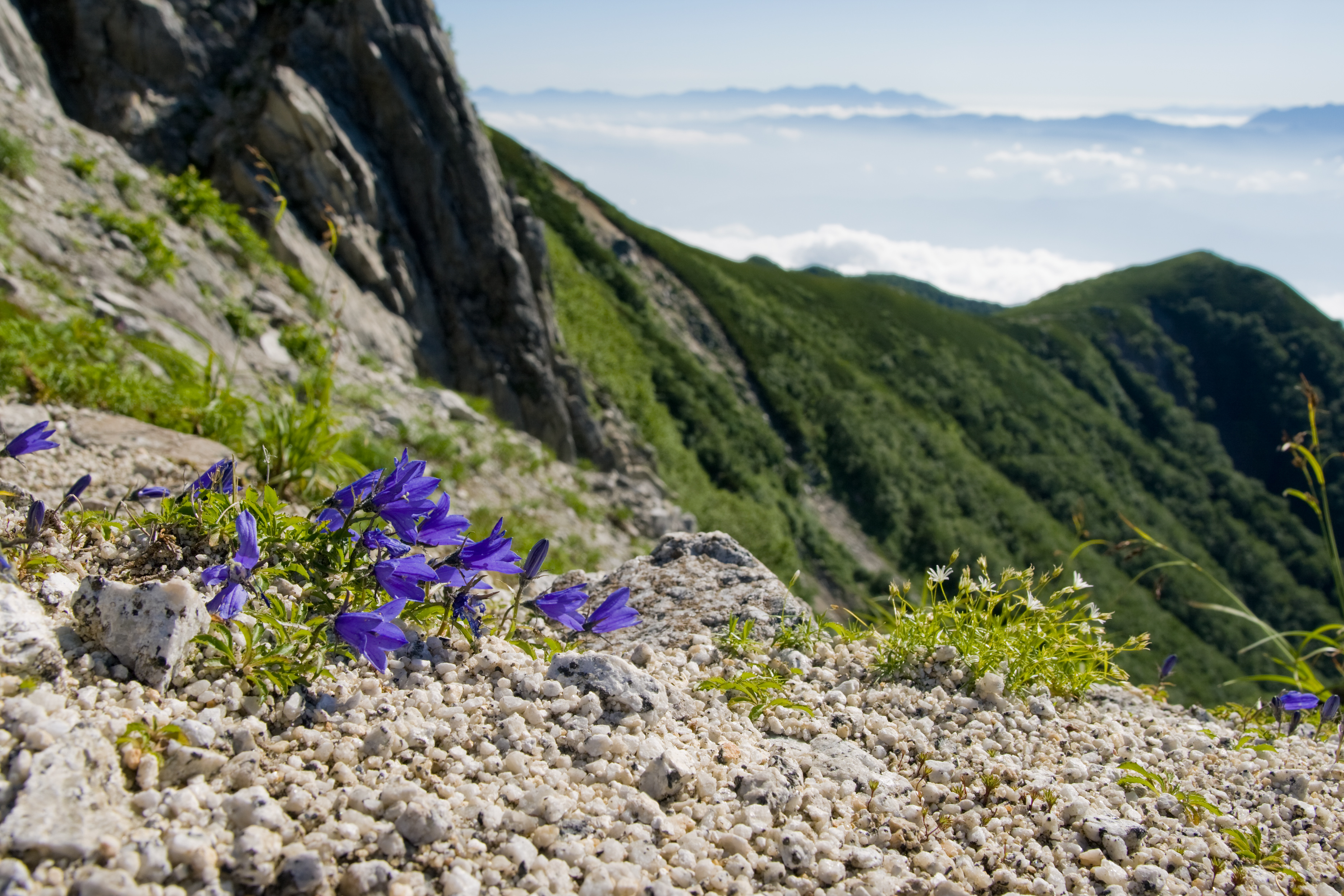
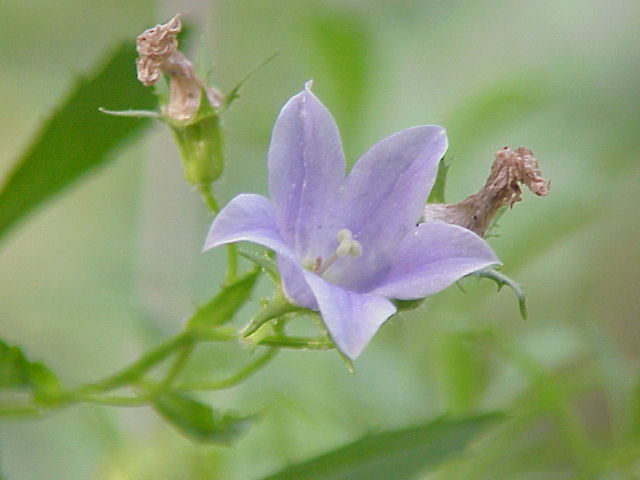
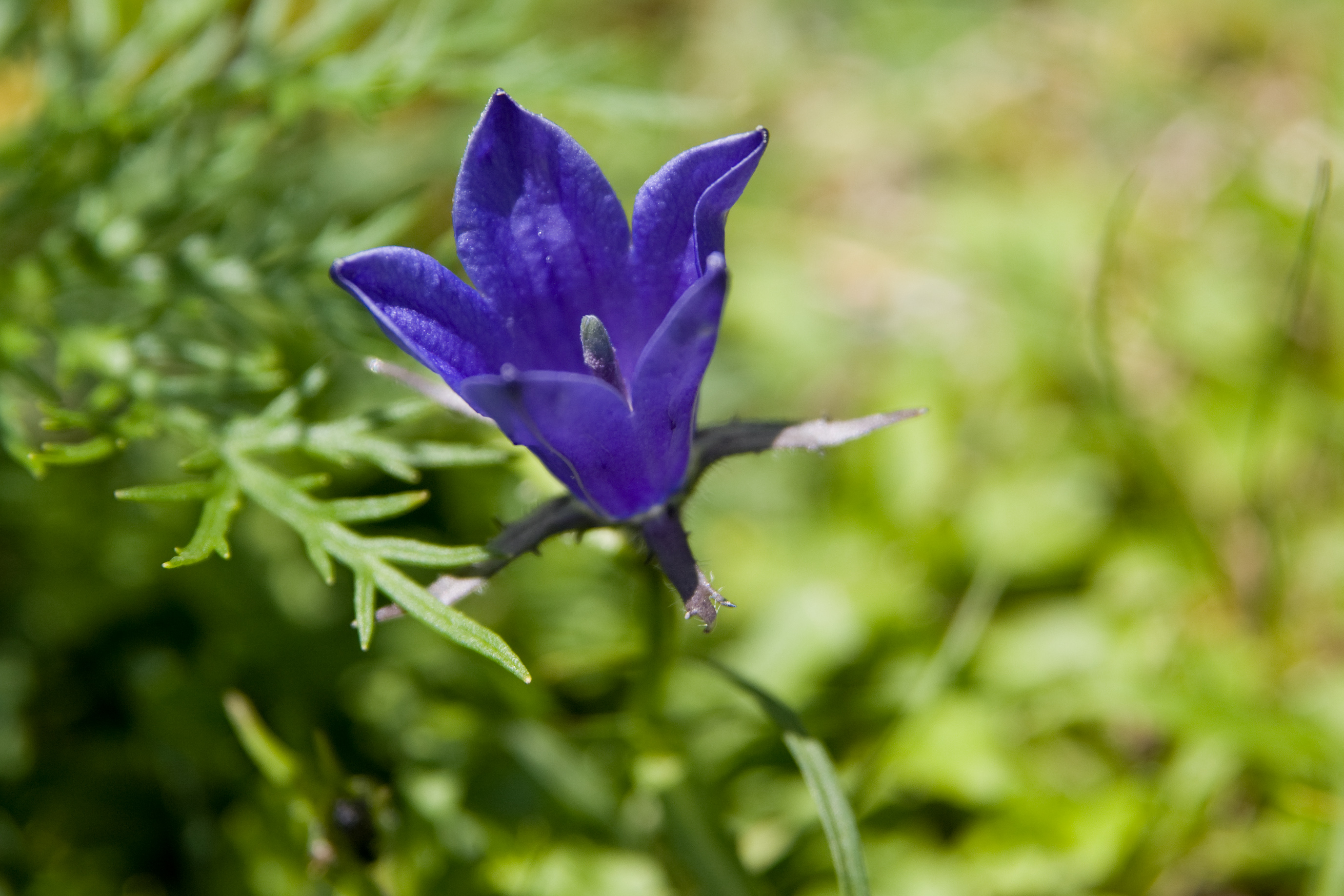